# Dotyk
Dotyk (układ czuciowy) jest uznawany za jeden ze zmysłów, jednak wrażenia określane łącznie jako dotyk są kombinacją sygnałów przesyłanych przez komórki reagujące na ciepło lub zimno, nacisk oraz uszkodzenie (ból). 
W rozmaitych eksperymentach wykazano, że dotyk i zmysł motoryczny są podstawowymi elementami definiującymi odbieranie rzeczywistości przez zwierzęta (w tym człowieka).
Receptory zmysłu dotyku (np. mechanoreceptory, ciałka blaszkowate) mieszczą się w skórze. Wśród narządów czucia można wyróżnić:
- narządy czucia powierzchniowego – występują w skórze w postaci tzw. ciałek odbierających wrażenia dotykowe, ciepła, zimna, nacisku, pieczenia, swędzenia itp. Są rozmieszczone nierównomiernie (najwięcej znajduje się na wargach, opuszkach palców, podeszwach stóp, a najmniej w skórze grzbietu i łokci)
- narządy czucia głębokiego – leżą głęboko pod skórą (np. w mięśniach, stawach, więzadłach) i odbierają z nich różne wrażenia (np. ból przy stanach zapalnych tych narządów). Są one bardzo podobne do ciałek czucia powierzchniowego. Dzięki nim oceniamy też kształt, ciężar, elastyczność, twardość itp. ujmowanego ręką przedmiotu.

Bodźce z receptorów czuciowych docierają do mózgu przez nerwy czuciowe.
Zmysł dotyku spełnia bardzo ważną funkcję obronną. W momencie zadziałania czynnika szkodliwego, powodującego ból, następuje automatyczny ruch ciała, mający na celu uniknięcie kontaktu z czynnikiem wywołującym ból. Ruch ten jest ruchem bezwarunkowym (zachodzi automatycznie i nie podlega woli).